# Martin Košťál
Martin Košťál (Érsekújvár, 1996. február 23. –) szlovák korosztályos válogatott labdarúgó, a Nové Zámky játékosa.

## Pályafutása

### Klubcsapatokban
A Nové Zámky, a Nitra és a Spartak Trnava korosztályos csapataiban nevelkedett. 2016. március 19-én mutatkozott be a Spartak Trnava első csapatában a Dunaszerdahely elleni bajnoki mérkőzésen. Április 16-án az MFK Szakolca ellen szerezte meg első bajnoki gólját. 2017. július 10-én aláírt a lengyel Wisła Kraków csapatához. Augusztus 26-án]] mutatkozott be a Lechia Gdańsk elleni bajnoki mérkőzésen.

### A válogatottban
2018. október 12-én mutatkozott be a szlovák U21-es labdarúgó-válogatottban az észt U21-es labdarúgó-válogatott ellen 2–0-ra megnyert 2019-es U21-es labdarúgó-Európa-bajnokság selejtező mérkőzésén.

## Külső hivatkozások
- Martin Košťál adatlapja a Soccerway oldalon (angolul)
- Martin Košťál adatlapja a Transfermarkt oldalán (angolul)